# Molltveitholmen
Molltveitholmen est une île dans le landskap Sunnhordland du comté de Vestland. Elle appartient administrativement à Øygarden.

## Géographie
Rocheuse et couverte d'une légère végétation, elle s'étend sur environ 187 m de longueur pour une largeur approximative de 155 m. Elle compte trois habitations et plusieurs bâtiments.